# Flat Rock, Antarktis
Flat Rock är en kulle i Antarktis. Den ligger i Östantarktis. Australien gör anspråk på området. Toppen på Flat Rock är 132 meter över havet.
Terrängen runt Flat Rock är huvudsakligen mycket platt. Trakten är obefolkad. Det finns inga samhällen i närheten.